# 常温核融合

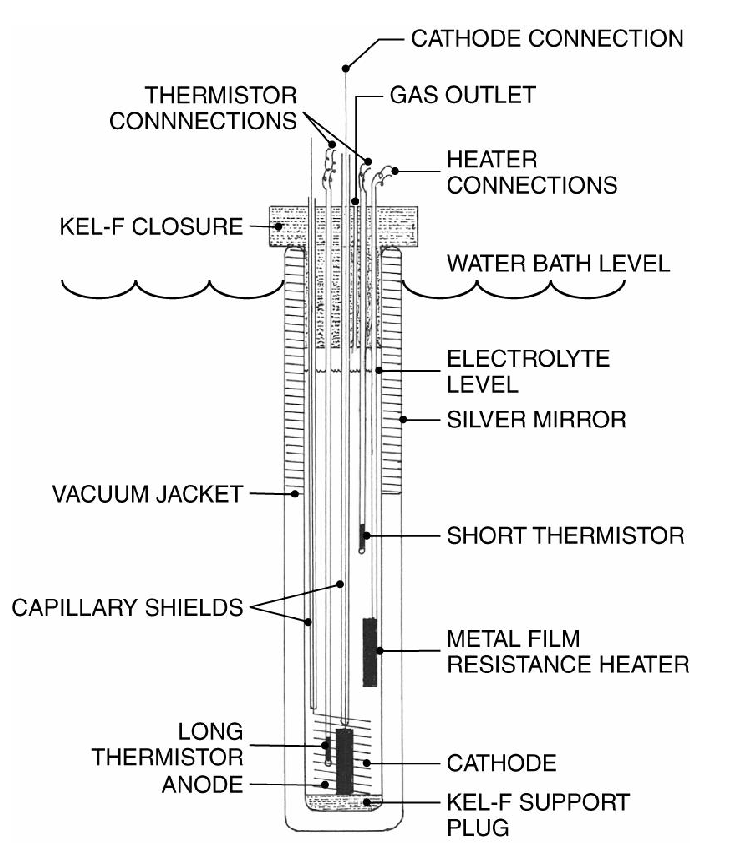
日本にある新水素エネルギー研究施設にて制作するにあたって作成された設計図。視認出来る熱量計を搭載しているのが特徴で、その理由は安全性重視のためである。

常温核融合（じょうおんかくゆうごう、英: Cold fusion）または低温核融合、凝縮系核反応、低エネルギー核反応（Low-Energy Nuclear Reaction, LENR）とは、室温から摂氏約1,000度の低い温度帯で、水素原子の核融合反応が起きるとされる現象。核融合反応が起きる原理としては、トンネル効果によるものとする説や、宇宙線に含まれるミューオンによるものとする説など、複数の仮説がある。本項目では、低温で目視でき、実用的なエネルギー源として活用できうる規模で起きたと主張される核融合反応を扱っている。1989年に常温核融合に関するセンセーショナルな発表があったのち、再現性が低かったため「20世紀最大の科学スキャンダル」とも称されたが、近年の脱炭素ニーズを受けて、産業利用への展開が期待されている。

## 歴史

電解セルの概略図。安全性確保のために実験時はこのように行うことが多い。

核融合は通常、摂氏数億度の超高温帯で起こると理解されている。これを「熱核融合」と呼ぶ。一方、1920年代から、金属触媒に吸蔵させた水素を触媒的に融合させることで、もっと低い温度で核融合ができるとの仮説があった。常温核融合（Cold Fusion）という用語は、古く1956年のNew York Timesの記事にて使用されているのが確認されている。
その後、1989年3月23日にイギリス・サウサンプトン大学のマーティン・フライシュマンとアメリカ・ユタ大学のスタンレー・ポンズが、この現象を発見したとマスコミに発表し、常温核融合という用語が広く世に知られることとなった。この発表においてフライシュマンとポンズは、重水を満たした試験管（ガラス容器）に、パラジウムとプラチナの電極を入れ暫らく放置、電流を流したところ、電解熱以上の発熱（電極の金属が一部溶解したとも伝えられた）が得られ、核融合の際に生じたと思われるトリチウム、中性子、ガンマ線を検出したとしている。
前年に、絶対零度に近い低温でしか起きないとされていた超伝導が、それまでの理論の予言からは説明のつかない高温で起こるという高温超伝導現象が発見されて世界的なブームが起きていたことや、フライシュマンがイギリスの電気化学の大家であったことから、従来の物理理論以外での新しい現象が発見されたのではないかとみなされた。この現象はマスメディア主導で広がったため、簡易かつ安価な実用エネルギー源への期待が民間で高まった。フライシュマンとポンズの共同著作文献を紹介しておく。
1989年の発表直後より数多くの追試が試みられたものの、多くは過剰熱の確認ができず、過剰熱の観測に成功したとする実験でも再現性は低かった。1989年4月、アメリカ議会はポンズを呼んで聴聞会を開き、常温核融合実験のレポートについて審問を行った。その結果、常温核融合の存在そのものについての疑問が持たれエネルギー省を中心とした調査団が組織された。調査の結果、ポンズの実験はあまりに安易で杜撰な内容であったことが指摘され、8か月後には、常温核融合が観察されたという確かな証拠は存在せず、将来的なエネルギー源として研究する必要性はないという内容の報告書が提出された。現在解明している物理学理論では説明できない現象であることなどから、電気分解反応で生じた発熱量の測定を誤ったのではないかと考えられた。同時期に、同じユタ州のブリガムヤング大学のスティーブン・ジョーンズ（S.Jones)が「ネイチャー」誌に発表した中性子検出の報告も、多くの研究機関で再現実験が試みられたが、再現性はほとんどなかった。そのような中でも、ユタ大学は、National Cold Fusion Instituteを創設し研究助成を続けたが、1991年に資金枯渇のため閉所、ポンズも教授の地位を失い、フランスにあるトヨタ系アイシングループのイムラ・ヨーロッパへ拠点を移した。イムラ・ヨーロッパは、明確な結果が得られなかったとして、1998年にプロジェクトを終了している。
フライシュマンとポンズにまつわる一連の騒動の背後には、別の観点からミューオン触媒核融合を研究していたブリガムヤング大学のジョーンズ教授との研究の先取権争いや、研究資金の獲得競争、化学者と物理学者の対立、マスコミの暴走、ユタ州とユタ大学の財政難を解消するための大学当局の政治的策謀など、様々な要因が挙げられている。発表当初は過剰熱を主張するフライシュマンらより中性子のデータを示したジョーンズの報告を信頼する科学者が多かった。しかしジョーンズが後に自ら神岡鉱山内の背景中性子がほとんどない環境で実験したところ、中性子はほとんど観測されなかった。
その後、注目度の低下に伴い研究は下火になるものの、国際常温核融合学会などを中心に約300人程度の研究者が世界中で研究を続けた。主要な論文の一部は「Elsevier」、「Fusion Technology」、「Japanese Journal of Applied Physics」、「Physics Letters A」、「Journal of Electroanalytical Chemistry」に査読論文として掲載されることとなった。「ネイチャー(Nature)」、「サイエンス(Science)」などでは、常温核融合関連の論文掲載は長らく拒否されていたが、2019年、ネイチャー誌がGoogleの支援する研究に関する論文を掲載し、そこにおいても常温核融合は再現できなかった。
アメリカでは、2004年、エネルギー省による常温核融合の再評価が行われ、"supportive of the claim that excess energy is generated in the deuterium/palladium system" （過剰なエネルギーが重水素/パラジウム系で発生しているとの主張を支持）という過剰熱を支持する査読者もいたものの、結論として、その評価は1989年のものと基本的に変わっておらず「現象がおきたという根拠はない」というものであった。
国家プロジェクトは過去に2本行われている。これらは常温核融合であるかどうかは別として、過剰熱があるならそれを利用しようという意図のもとに行われたプロジェクトである。プロジェクト名に常温核融合という名称は使われていないが、同じ系統の現象だと考えられている。一つは1994年から行われた、通商産業省資源エネルギー庁による新水素エネルギー実証試験プロジェクト(NHE)である。約30億円が投入され1998年に終了したが、その最終報告は「過剰熱現象は確認出来なかった」「ヘテロ構造のPdからは統計上有意と考えられる中性子ならびに重陽子照射によるDD反応の異常増加が認められた。」というものであった。もう一つは2015年から2017年に行われた、国立研究開発法人NEDOのエネルギー・環境新技術先導プログラムである。テクノバ、日産自動車などが参画する金属水素間新規熱反応の現象解析と制御技術の評価を、神戸大学、東北大学が、共同試験を同一試料、同一条件で16回行い、過剰熱発生現象の実在および実験再現性を確認した。

## 研究

### 概要
多くの核物理学者は常温核融合を否定的に評価しているが、常温核融合の研究者らからは、これまでに実験的には以下のようなことが報告されている。
- 検出される中性子量は一般の核融合で予想される量より7桁以上少ない。
- γ線はほとんど検出されない。
- 面心立方型および六方稠密型金属では起きるが体心立方型では起きない。
- 反応生成物は主に 4He で、またPbまでのほとんどすべての元素が生成される（核変換）。生成された元素の同位体比率は天然のものとは異なっている[18]。
- 軽水でもNiなどとの組み合わせで現象が発生する。
- 過剰熱現象の再現性は最大60%程度の実験系が、核変換では再現性100%の実験系が報告されている。
- 過剰熱の発生量としては電極1平方センチあたり 0.1–1 W 程度がもっとも多いが、まれに 10 W や 1000 W/cc といった報告もある。
- 電解終了後の過剰熱、いわゆる「死後の熱」の発生が報告されている[19]。
- 中性子を放出したPd陰極にはトリチウムが、「死後の熱」を経験したPd陰極には 6Li が生成されている図が公開されている[20]。
- 過剰熱の発生頻度と過剰熱の大きさをプロットすると両対数グラフ上でほぼ直線になって勾配は-1から-2の間となる。
- 133Csから141Prなどのα核の整数倍の核変換が報告されている[21]。
- 軽水素とニッケルベースのナノ構造金属の反応で再現性高く発熱することが確認されている[22]。
- ナノ構造金属は、ナノ粒子でもナノ薄膜でも発熱する。

これらの報告について常温核融合研究者間では定性的再現性はあると主張されている。他方、多くの研究で現象は電極表面付近で起こっていることが示されており、現象の発生には試料表面付近のナノ構造が関与しているものとみている者もいる。これらの結果は現代の物理学では説明のつかないものであり、実験と並行してこれらの結果を説明するための理論面の研究も続けられている。ただし、様々な理論が提案されているものの、現時点ではすべての現象を説明可能な理論は未だ確立されていない。

### 主な研究事例

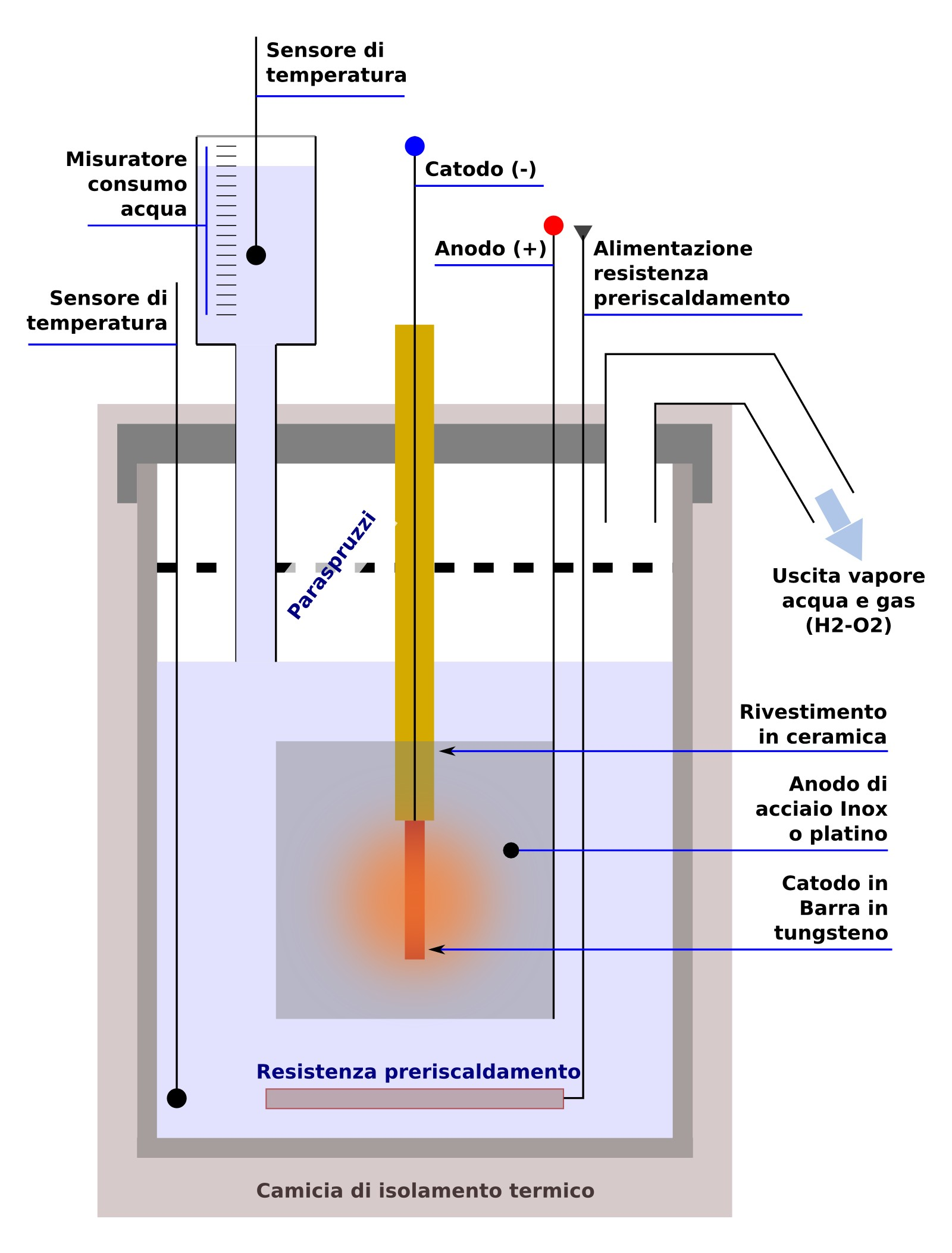
水野忠彦と大森唯義による実験装置の概略図（イタリア語）

北海道大学の水野忠彦、大森唯義は1996年に、常温核融合の正体は原子核が他の原子核に変化する「核変換」現象だったという、当初考えられていた常温核融合に対する解釈とはまったく異なる内容の論文を発表している。
これは反応により電極の表面にホウ素, ケイ素, カリウム, カルシウム, チタン, クロム, 亜鉛, 臭素, 鉛などの多くの元素が生成され、その同位体比率が天然のものと異なるというものである。これをフランスの研究者が再現試験を行い、その結果をインターネット上で公開している。同様な核変換事例はアメリカ・イリノイ大学アーバナ・シャンペーン校のジョージ・マイリー（en:George H. Miley）
など多くから報告されている。
東京工業大学の岡本眞實らは電解実験で使用した5本のPd陰極のSIMSによる分析データを公表している。電流値を大きく変動させたサンプルの3本中3本全てから電解中に中性子を観測しているが、このサンプルからはトリチウムが検出されている。また電解中に中性子も発熱もなかったサンプルの内の1本の高温になった熱履歴が残るものがあり、死後の熱を経験したサンプルと考えられる。このサンプルのデータにはLiの同位体比異常が記録されており、電極内部から 6Liが生成されていることを明らかにしている。
岩村康弘(当時・三菱重工、2021年時点・東北大学特任教授)は、2001年にパラジウム、酸化カルシウムの多層基板上にセシウムをつけて重水素ガスを透過させセシウムからプラセオジムへの核変換が生じたと発表した。同様にストロンチウムからモリブデンへの核変換も報告した。この実験系の再現性は100%と言われ多くの追試がなされており、大阪大学、静岡大学、イタリア国立核物理学研究所（INFN it:Istituto nazionale di fisica nucleare）で再現実験に成功したと報告されている。
1990年代前半にNTT基礎研究所でパラジウムの板（3×3×0.1センチ）にマンガン酸化物を片面に被覆して重水素ガスを吸収させた後、冷却してからもう一方の面に金を200オングストロームまで被覆し、重水素が抜け出ないように処理してからその試料に電流を流すと、突然発熱し、サンプルが曲がり、ヘリウムとHTのガスが放出され、4.5〜6メガエレクトロンボルトのα粒子と3メガエレクトロンボルト以下の陽子の放出が確認された。
荒田吉明（大阪大学名誉教授）は、特殊加工されたパラジウムの格子状超微細金属粒子内に、重水素ガスを取り込ませることで凝集し、これにレーザーを照射することで、通常の空気中の10万倍のヘリウムの発生を観測した。この現象の発見は、2002年12月7日の毎日新聞、毎日新聞電子版、大阪読売新聞などで報じられた。この方式は荒田方式と呼ばれ、多くの追試がなされており、2007年の第13回国際常温核融合会議においてフランス・マルセイユ大学、イタリア・フラスカチ大学、ロシア・ノボシビルスク大学、トムスク大学から荒田方式による過剰熱発生の報告があった。
しかし、その後第15回国際常温核融合会議において、荒田らは上記実験によるヘリウム発生量が発表よりもはるかに少なく、ニッケルを加えたZrNiPd粉末サンプルで遥かに多いヘリウム生成と過剰熱を報告している。しかし、報告書を見るとHe/22Ne比が大気より大きいことを理由にヘリウム生成を主張しているが、全ての実験サンプルで比率が同じであり、実験に使用したガスのHe/22Ne比を測定しているように見える。
イスラエルのエナジェティクステクノロジー、アメリカのスタンフォード大学・リサーチ・インスティテュート（SRIインターナショナル）、イタリアENEAの合同チームは表面処理をしたパラジウム電極を用いた重水電気分解でスーパーウエーブと呼ばれる波形の電圧入力や超音波照射などを組み合わせることにより入力の10倍以上の過剰熱を2007年時点で再現性60%で発生させたと発表している。最大の例では平均0.74ワットの入力時に平均20ワットの熱出力が17時間継続したと報告している。
2007年にアメリカ・マサチューセッツ工科大学(MIT)で行われた常温核融合国際会議で発表された試算では、世界中で3,000件の論文で追試されているといわれる。多くの研究で再現されてはいるものの、結果にばらつきがあることが問題視されている。
2008年5月22日、上述の荒田吉明・大阪大学名誉教授により大阪大学で公開実験が行われ、同年5月23日の日経産業新聞および日刊工業新聞で報道された。新聞報道によれば、レーザー、電気、熱等を使わずに、酸化ジルコニウム・パラジウム合金の格子状超微細金属粒子内に重水素ガスを吹き込むことだけで、大気中の10万倍のヘリウムと30kJの熱が検出されたものである（日経産業新聞）。生成されたヘリウムは一度金属内に取り込まれると数百度の熱を加えないと放出されないためサンプル再生が課題となるとしている（日刊工業新聞）。同内容の論文は高温学会誌Vol34「固体核融合実用炉の達成」で発表されている。しかし、論文のタイトルにあるような原子炉が工業的使用に耐える有用なエネルギー源として稼動したという意味ではない。
2008年6月11日には、北海道大学大学院で水野忠彦が水素と炭素を加熱することで、自然界には1%程度しか存在しない炭素13が大量に発生し、窒素と過剰熱を検出したと北海道新聞に報道された。大阪大学の時と違って、パラジウムや重水素が関わってこない。その代わり、フェナントレンを使用している。30回の実験すべてで過剰熱を確認していることから、再現性が非常に高いことが分かると主張している。
2014年3月21-23日にアメリカ・マサチューセッツ工科大学 (MIT) で開催された、常温核融合学会(The 2014 LANR/CF Colloquium)において、日本からは水野忠彦（水素技術応用開発株式会社、元・北海道大学）と岩村康弘（東北大学特任教授、当時・三菱重工）が研究発表している。水野は、「75ワットの過剰熱を35日以上連続で発生した。」 と発表した。また、岩村は、「元素変換はマイクロ（100万分の１）グラム単位で確認できた。」と報告した。
2021年現在では様々な原理仮説があるが、基本的には、原子核間のクーロン斥力を遮蔽する観点から、リュードベリマターなど、高密度原子核特有の現象、あるいは、原子核近傍に数フェムトメートル程度の深い電子軌道がある、深い電子軌道の理論が発表されている。

### 主な理論検討
- 高橋亮人 （大阪大学名誉教授）「正四面体凝縮（TSC）理論」[35]
- アラン・ウィドム（ノースウェスタン大学）、ルイス・ラーセン 「ウィドム・ラーセン理論」[45]
- ピーター・ヘーゲルシュタイン(MIT) 「フォノン・カップリング・モデル」[46]
- 小島英夫（静岡大学名誉教授） 「TNCF（Trapped Neutron Catalyzed Fusion 捕獲中性子触媒機構）モデル」[47]
- 松本高明（北海道大学助教授） 「ナットーモデル」[48]

### 研究の評価
常温核融合研究者は、上記のうち主な報告については少なくとも定性的な再現性はあると考えている。他方、批判的な意見として次のようなものがある。
- このような実験結果は現代物理学の常識的な理論とあまりにもかけ離れている。新しい理論も構築されていない。
- 中性子やγ線が予想よりも少ない、もしくは検出されないことは核反応がないことの有力な証拠である。
- 過剰熱や生成物の実験結果が材料の汚染、測定の間違い、あるいは結果の解釈の間違いであった事例が多く存在する。
- 特許取得等の動機から結果の検証に必要なデータを充分に公開しない、あるいは秘匿する事例が多く存在する。
- 常温核融合研究者による論文は対照実験が充分でない、機器の較正が正しくされていない等これらの現象が起きたと証明するには不十分なものが多い。
- 信頼できる大きな研究機関ほど現象の発生を報告する事例が少ない。
- 信頼できる査読付の論文誌に載る事例が少ない。

現代においては最終項が重要であり、科学的に証明された論議、事項として取り扱われるためには、信頼できる査読つき論文誌、たとえばWeb of ScienceやScopusに登録された著名な国際的科学専門論文誌の審査に合格し、掲載出版されることが必須条件である。その論文出版によって研究の成果が裁定され、研究予算の分配が行われている。テレビインタビュー、新聞記事、一般雑誌記事、インターネット上での配信、あるいは未発表研究のみでは信頼できる科学成果としては認定されない。
この点、ヒュー・プライス（ケンブリッジ大学名誉教授）は、2022年1月に発表した論文内で、常温核融合の実用化への保証は全くないということを示したうえで、常温核融合が気候変動という地球規模の問題を解決できる可能性を秘めているにもかかわらず、30年以上前の一つの失敗例によって「世評の罠（reputation trap）」に陥っており、査読付き論文誌への掲載を含め、必要以上に世間に受け入れられづらい状態が続いていることに警鐘を鳴らしている。

## 日本国内での最近の研究動向

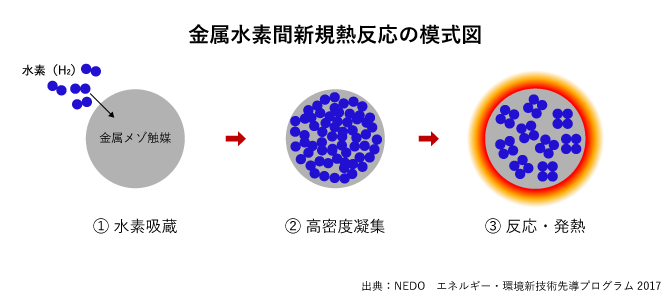
金属水素間新規熱反応の模式図

2009年8月には神戸大学 北村晃、大阪大学 高橋亮人らのグループによる荒田方式の追試実験が国際的な物理学の査読付き学術雑誌である「Physics Letters A」に掲載されるなど、少しずつではあるが著名学会誌に掲載されるケースも増えてきた。企業による研究は、1990年代に多くの日本企業が撤退したものの、その後も研究を継続した当時、三菱重工の岩村康弘グループ(東北大学特任教授、元・三菱重工)、アイシン精機（現:アイシン）の子会社である株式会社テクノバの高橋亮人（大阪大学名誉教授）と北村晃（神戸大学教授）のグループ、水野忠彦（水素技術応用開発株式会社、元・北海道大学助教授）のグループ、2000年代に入ってから新たに参入した豊田中央研究所のグループなどで、現在も研究が継続されている。
また、2014年4月8日には、日本経済新聞は前述の三菱重工の岩村グループが、「三菱重工業は重水素を使い、少ないエネルギーで元素の種類を変える元素変換の基盤技術を確立した。」と報じた。同紙はさらに、『同社の研究に協力した独立行政法人物質・材料研究機構の西村睦水素利用材料ユニット長は「現在まだ解明されていない新種の元素変換反応の可能性を示唆している」としている。トヨタグループの研究開発会社、豊田中央研究所（愛知県長久手市）も元素変換の研究を続けており、成果が出ているようだ。』と報じている。
さらに、2015年4月1日に東北大学と株式会社クリーンプラネットは、凝集系核反応によるエネルギーを利用した新しいクリーンエネルギーの実用化を目指す応用開発研究に取り組むために、東北大学電子光理学研究センター内に2015年4月1日に「凝縮系核反応研究部門 クリーンエネルギー研究開発センター」を設立した。安全かつ強靭な次世代型エネルギー社会の実現に向けて、「飛躍的にクリーンかつ安全なエネルギー生成技術を開発することで、我が国の産業構造に大きな変化をもたらす可能性を追求します。」と、東北大学からのプレスリリースの中でうたっている。笠木治郎太（東北大学名誉教授）、岩村康弘（東北大学特任教授、元・三菱重工）、菊永英寿（東北大学准教授）、伊藤岳彦（東北大学客員准教授、株式会社クリーンプラネット、元・三菱重工）、水野忠彦（水素技術応用開発株式会社、元・北海道大学助教授、2021年離脱）、吉野英樹（東北大学共同研究員、株式会社クリーンプラネット）が当共同研究部門の研究者として名を連ねている。凝縮系核反応を掲げた大学の研究部門は、当研究部門が日本国内初となる。同研究部門は、内閣府の進める革新的研究開発推進プログラム（ImPACT）の一環として、「核廃棄物除染研究プロジェクト」にも取り組んだ。
2023年4月からは、熱・電気エネルギー技術財団（TEET）が「新水素エネルギーの革新（常温核融合、凝集系核科学及びそれらから派生した技術）」調査プロジェクト（予算9,250万円）が開始された。九州大学、神戸大学、早稲田大学、東北大学、岩手大学の研究グループが参画している。神戸大学の金崎らはナノ金属水素核反応エネルギー(MHE)の研究開発ベンチャーの立ち上げを想定し研究を進めていたり、早稲田大学の内藤らは放射線を出さない凝縮系核反応リアクタを利用した素粒子のエンジンFusine（Fusion engine）の研究をするなど応用やビジネス化などの研究も盛んになって来ている。

## 海外での最近の研究動向
海外においては、欧米を中心に実用化に向けた研究が活発に行なわれている。エアバス（フランス）、STマイクロエレクトロニクス(スイス）等の大企業からベンチャーまで、企業の研究開発が目立つ。また、公的研究機関ではアメリカ海軍研究所（アメリカ）、NASA（アメリカ）、INFN（イタリア）、ENEA（イタリア）等が、大学ではスタンフォード大学（アメリカ）、MIT（アメリカ）、ミズーリ大学（アメリカ）、テキサス・テック大学（アメリカ）等が研究を進めている。
また、アメリカでは、DARPA（国防高等研究計画局）が、「Fundamentals of Nanoscale and Emergent Effects and Engineered Devices（ナノスケールと創発効果と技術的装置の基礎）」という名称で、常温核融合関係の研究に3年間で338万9500ドル(2011年度：167万4500ドル、2012年度：116万5000ドル、2013年度：55万ドル)の予算を計上している。

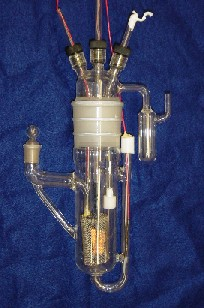
Cold fusion apparatus at the Space and Naval Warfare Systems Center San Diego (2005)

2005年に右図のような常温核融合部品を制作している。
米国エネルギー省ARPA-E（エネルギー高等研究計画局）は、LENRは数百もの多くの論文やレポートがあるにもかかわらず実験結果には不十分なところがあり、そのため資金提供が受けられず、資金不足によりさらなる厳密な研究ができずこの分野は膠着状態にあると考えられるとし、2021年10月、「Low-Energy Nuclear Reactions Workshop（低エネルギー核反応ワークショップ）」を開催し、ARPA-Eのリードのもと、産官学連携で研究開発を進めて行くことを提唱した。更に2022年7月に、資金提供のために実験における説得力のある証拠を取得するため学際的チーム作るため、研究者と核診断の専門家による学際的なチームの募集を開始した。続いて2022年9月、1,000万米ドル規模の国家プロジェクトの開始を発表、2023年2月には、当プロジェクトに参加する団体が、MIT、スタンフォード大学、ローレンス・バークレー国立研究所、ミシガン大学、テキサス工科大学（英語版）、Energetics、Amphionic LLC、と決定された。
NASAも2022年のレポートの中でLENRに興味を示しており、実現すれば輸送の様々な要素に変化をもたらす可能性があるとしている。また、NASAは常温核融合をヒントに開発されている格子内核融合（In-Lattice Confinement Fusion,LCF）という室温の金属内で原子を融合させる技術を開発している。しかし、開発者はこの装置には高エネルギーの重陽子と中性子が必要であり、常温核融合ではない 熱核融合 (hot fusion)であると主張している。
EUでは、2020年より、「Clean Energy from Hydrogen-Metal Systems」と「Breakthrough Zero-Emissions Heat Generation with Hydrogen-Metal Systems」という、総額1,000万ユーロに上る2本の4か年プロジェクトが行われている。
さらに、中国でも、「充氘(氫)凝聚相異常現象的実験和理論探索，国家自然科学基金委“委主任基金”-重大非共識項目，主持，2011.12-2014.11」の名称で研究プロジェクトが行われている。

## 国際学会
英国に本拠地を置く国際常温核融合学会（ISCMNS : The International Society for Condensed Matter Nuclear Science）により開催される国際常温核融合会議が、常温核融合分野の最もメジャーな国際会議である。1989年にアメリカのニューメキシコ州、サンタフェで開催された第1回会議以来、世界の最新の研究状況が発表される場となっている。一般的には、ICCF（アイ・シー・シー・エフ）の呼称で呼ばれており、開催地は、ヨーロッパ、アメリカ、アジア内の国で持ち回りとされている
。

## 論文
- 太田時男、「常(低)温核融合は起りうるか 表面核融合の提唱」 『表面科学』 1989年 10巻 11号 p.896-900, doi:10.1380/jsssj.10.896
- 池上英雄、「常温核融合研究の現状と今後」 『応用物理』 1991年 60巻 3号 p.212-219, doi:10.11470/oubutsu1932.60.212
- 高橋亮人、「常温核融合研究: 最近の進展」 『核融合研究』 1992年 68巻 4号 p.360-367, doi:10.1585/jspf1958.68.360
- 深井有、「「常温核融合」昨今」 『日本物理学会誌』 1993年 48巻 5号 p.354-360, doi:10.11316/butsuri1946.48.354
- 高橋亮人、「常温核融合 最近の進展と今後」 『電氣學會雜誌』 1993年 113巻 12号 p.1016-1026, doi:10.11526/ieejjournal1888.113.1016
- 山口栄一. "真空法--核生成物を追う新しい試み--重水素のマイグレ-ションに着目 (常温核融合--なぞに包まれた原理解明を追う< 特集>)." 日本の科学と技術 35.271 (1994): p50-54., NAID 40003008415